# Aleš Řebíček
Aleš Řebíček, née le 14 avril 1967 à Kladno, est un technicien, designer et homme politique tchèque, membre du parti démocratique civique (ODS).